# Gea eff
Gea eff là một loài nhện trong họ Araneidae.
Loài này thuộc chi Gea. Gea eff được Herbert Walter Levi miêu tả năm 1983.